# Erste Berliner Liederschule
Als Erste Berliner Liederschule bezeichnet man eine nach 1740 bestehende Schule von in Berlin wirkenden Komponisten, die großenteils am Hofe Friedrichs des Großen tätig waren: Neben Carl Philipp Emanuel Bach und den anderen Bachsöhnen gehörten hierzu u. a. die Komponisten Johann Joachim Quantz, Christoph Schaffrath, Franz Benda und die Gebrüder Graun. Die Schule wird gelegentlich auch Berliner Klassik betitelt.
Als Beginn dieser Schule gilt die Schrift Von der musikalischen Poesie (1753) von Christian Gottfried Krause. Ihr Stil war zunächst noch der Tradition der Barockmusik verhaftet und zeichnete sich durch einfache, schlichte volkstümliche Melodien aus, wobei der Begleitsatz von Zeitgenossen als streng, gelegentlich trocken und pedantisch kritisiert wurde. Christian Friedrich Daniel Schubart urteilt 1775 in diesem Zusammenhang: „Eigensinn, Schulfüchsereyen, Entfernung von der Natur und ängstliches Ringen mit der Kunst hat diese Schule vom Gipfel ihres Ansehn heruntergebracht.“